# Woringen
Woringen là một đô thị ở huyện Unterallgäu bang Bayern, Đức.